# Mauren
Mauren, anteriormente denominada Muren, é uma das onze comunas particulares de Liechtenstein. 
A comuna limita o território do país a nordeste, na fronteira com a Áustria. É uma das quatro comunas particulares cujo território não se encontra dividido, a par de Ruggell, de Schellenberg e de Triesen. O documento mais antigo conhecido relativo a Mauren remonta ao século XII.